# Edad metabólica
La edad metabólica se calcula comparando la tasa metabólica basal de uno con el promedio del grupo de edad cronológico.
Todos los componentes del cuerpo requieren varios niveles de energía para mantenerse. La grasa corporal requiere mucha menos energía que el músculo magro, ya que el músculo magro es mucho más activo metabólicamente y, por lo tanto, requiere más gasto de energía para permanecer en homeostasis. Si se comparan dos individuos, con todas las variables iguales, la persona con más masa muscular magra tendrá una tasa metabólica basal más alta y, por lo tanto, una edad metabólica más baja en comparación con aquellos con la misma edad cronológica.

Según un especialista en medicina deportiva:
"...la edad metabólica no es algo de lo que hablemos en la comunidad médica... El marcador de la definición definitiva de salud no lo es".